# Prussia
La Prussia (in tedesco Preußen, AFI: /ˈpʀɔɪ̯sən/; in latino Borussia, Prussia oppure Prutenia; in polacco Prusy; in russo Пруссия?, Prussija; in yiddish פּרײַסן ‎?, Praysen) fu uno Stato europeo collocato nell'omonima regione originatosi nel 1525 come ducato e facente parte della Germania dal 1871 fino alla caduta del Terzo Reich, dopo il secondo conflitto mondiale.
Il nome si riferiva in origine al territorio occupato dall'antica tribù baltica dei Prussi o Prussiani corrispondente all'attuale Lituania meridionale, all'exclave russa dell'oblast' di Kaliningrad e alla Polonia nord-orientale; in seguito, il nome Prussia identificò una delle regioni dell'Ordine teutonico e, dal XVI secolo, un ducato degli Hohenzollern, il feudo polacco-lituano chiamato anche Prussia Ducale, che fu poi unito dal 1618 alla marca di Brandeburgo.
In seguito al trattato di Oliva (1660), preceduto dal trattato di Wehlau, alcune aree della Prussia ottennero la sovranità e nel 1701 si costituì il Regno di Prussia, comprendente tutti i territori degli Hohenzollern, che dal 1815 al 1866 fecero parte (tranne le province di Posnania, Prussia Orientale e Prussia Occidentale) della Confederazione germanica; dal 1867 fino al 1871 l'intero territorio entrò a far parte della Confederazione Tedesca del Nord. Dal 1871 al 1918 fu uno Stato dell'Impero tedesco; in seguito, cambiò denominazione in Stato libero di Prussia sotto la Repubblica di Weimar e la Germania nazista, fino all'abolizione geografica e politica ufficiale nel 1947. 

## Storia

### Le origini
Già Erodoto sembra che fosse a conoscenza dell'esistenza dei popoli baltici orientali. Cesare forse li cita quando parla degli Arudi o Carudi di Pomerania (Harudes o Charudes; in Commentarii de bello Gallico b.i. 31.57.51), che secondo altri abitavano lo Jutland.
Questa ipotesi sarebbe confermata dagli Annales Fuldensis, A. 852, nei quali si sostiene che transitando attraverso « [...] Harudos, Quabos et Hosingos» si arriva in Turingia. Nel 98 d.C. Tacito cita le Aestii gentes, ma non si sa se si riferisse a tutti i baltici o solo ai Pruzzi. Dal II secolo compaiono nomi di tribù prussiane: Tolomeo rammenta i Soudinoi e i Galindai; il goto Giordane del VI secolo localizza gli Aestii a oriente della foce della Vistola comprendendoli fra i Goti. Taluni mettono in relazione la cultura dei Pomerani con quella lusaziana, a sua volta imparentata con quella dei campi di urne (XIII-VIII secolo a.C.), ben documentata in Brandenburgo e in Sassonia.
Antenati delle nazioni baltiche sono considerati i popoli della Pamarian corded ware. Per Zinkevićius gli antichi dialetti baltici conservano molti arcaismi indoeuropei.
In generale, i culti religiosi dei baltici ebbero una grande persistenza nel tempo, forse perché le popolazioni baltiche non erano state molto toccate dalle migrazioni dei popoli. Questo relativo isolamento è probabilmente dovuto alla geografia della regione, che per abbondanza di laghi, acquitrini e corsi d'acqua era difficilmente percorribile.
Nella Vita et gesta Caroli Magni scritta da Eginardo, si trova al capitolo XV che l'imperatore sottomise «Welatabi, Sorabi, Obodriti, Boemani». Avvenne poi la sconfitta e morte di Miliduoc, re dei Sorabi, a opera del figlio di Carlo. Nell'809 avvenne forse l'uccisione di Thrasco, capo degli Obodriti, per mano di sicari di Godofrido, re di Danimarca. Negli Annali Carolingi dell'824 si legge: «Abodriti qui vulgo Praedenecenti vocatur et contermini Bulgaris Daciam Danubio adiacentem incolunt»; Helmoldolf Bosau situa lo stanziamento degli Obodriti alla metà del X secolo. Mistui II nacque nell'899 e Mieceslas II nel 919.
Nell'ottobre 955 Ottone sconfisse gli Obodriti al fiume Recknitz e impiccò i loro capi, tra cui il re Bulksu. Un re obodrita, Ratibor, consentì la religione cristiana (1031-1043). Castelli obodriti erano presso la città di Meclemburgo.
Fu Enrico il Leone a sottometterli nel 1160, contro l'ultimo loro capo Niklot; il figlio di quest'ultimo, Przybysław, fu vassallo di Enrico. Tribù obodrita era quella dei wagriani. Dopo la conversione, gli Obodriti furono inseriti nella diocesi di Schwerin.
Il Geografo bavarese (Descriptio pagorum Slavonum) cita gli Osterabtrezi (il cui nome ricorda i Nordabtrezi della marca dei Billunghi; vedi Obodriti). Non sappiamo molto di loro, e così sia detto per i Milzeni, che peraltro sono menzionati da Wenceslai Hagek (Annales Bohemorum, Kirchner, 1765).
Intorno all'850 sono citati nel Geografo bavarese i Brus. L'arabo Ibrahim ibn Ya'qub nel 965 parla di Brus o Burus e li descrive impegnati contro i Vichinghi (Rus'). «Homines humanissimi» li definisce l'arcivescovo Adamo da Brema nel 1075. Nel 1326 Dusburg, annalista dei cavalieri teutonici, enumera dieci tribù prussiane: Sudoviani (detti anche Jatvingi), Galinditi, Pomesani, Pogesani, Varmienses, Nattangi, Sambiti, Nadrowiti, Barthi, Scalowiti.
Nell'odierna Polonia centromeridionale erano stanziati i Lugi (Lugii, Ligii, Lygii, Lugiones) che in epoca precristiana troviamo abitare i Sudeti. I Galinditi (Galindai) si trovavano in Masuria; i Sambiti nella penisola a sud-est del mar Baltico. La zona di Elbląg era abitata dai Pomesani; i Warmi o Varmienses nella zona a Nord dei laghi Masuri. La Samogizia costituiva la parte occidentale della bassa Lituania; la conversione dei Samogizi fu tardiva, a far data dal 1413. Notker, nella sua trasposizione germanica di Marziano Capella, dice che i Wilti (o Heveldi; Rer. Fris. Hist. 1 iv p. 67-) praticavano il cannibalismo parentale rituale.
Andrea II volle l'appoggio dell'Ordine teutonico contro i Polovtsi, o Cumani, nomadi che parlavano una lingua turca residenti inizialmente nel basso Danubio. Ne seguì il trattato di Kruschwitz (o Kruszwica) fra l'Ordine e il duca di Masovia Corrado I dei Piasti stanziati nella Polonia centro-occidentale nel 1230; l'Ordine ottenne la Curlandia, ma alcuni storici ritengono il trattato apocrifo.
I Pogesani catturarono (Cod. Diplom. Pruss. I, 32) uno dei primi predicatori cristiani, un certo Cristiano nato a Freienwalde in Pomerania, che era stato raccomandato al primate di Polonia da papa Innocenzo III con una bolla dell'11 settembre 1211 (Baluz. Epist. Innoc. III, Tom. II lib. XIII, p. 128); l'azione di Cristiano determinò la presa sotto protezione dei Pogesani da parte di papa Gregorio IX con la Bolla d'oro di Rieti del 3 agosto 1234, in conseguenza o in contemporaneità con la vittoria dei cavalieri teutonici sul fiume Sirguna. Cristiano fondò l'ordine dei cavalieri di Dobrin, con privilegi accordati da papa Gregorio IX nell'ottobre del 1228. I Cistercensi, oltre Dargun (1172), ebbero Kołbacz (1173), Oliwa presso Danzica, Marienwalde, Himmelstadt.
Il 9 aprile 1241 italiani e tedeschi dell'Ordine teutonico furono vinti a Legnica in Slesia dai Tartari.
Una diocesi nel territorio dei Sambiti fu fondata nel 1255.
I Barthi sono stati studiati da Andrzej Sakson, sociologo polacco dell'Istituto Zachodni di Poznań. Più a sud (Slesia, alto Oder) erano stanziati i Lugii.
La prima descrizione dei Lituani, che erano Balti orientali (i Pruzzi erano occidentali), risale all'XI secolo, ma è solo all'inizio dell'evangelizzazione e della conseguente costruzione di chiese che si cominciano ad avere informazioni e documenti scritti sulle popolazioni locali.
La lingua antico-prussiana è correlabile più con il sudovo e con il galindo, meno con il lituano e il lettone. Un principe-vescovo di Varmia del XVI secolo, Marcin Kromer, sostiene che l'antico prussiano era totalmente diverso dai dialetti slavi.
I Prussiani si avvicinarono alla scrittura solo molto tardi; i primi documenti nella loro lingua risalgono infatti al XIV secolo: le principali fonti sono rappresentate dal Vocabolario di Elbląg (XV secolo) con ottocento parole circa, e dal Preußische Chronik di Grunau del 1526 con un centinaio di termini.
La lingua cessò di essere parlata forse nel 1600 o poco dopo. All'inizio del XVIII secolo troviamo ancora chi parlava prussiano, ma circa il 50% dei prussofoni fu ucciso dalla peste del 1711 (per la lingua prussiana antica vedi: Trautmann e Schmalstieg; per gli apporti slavi al prussiano antico, Levin).
Già nel XII secolo i Pomerani potevano essere capiti da tedeschi o polacchi solo con il ricorso di un interprete. Idronimi e toponimi prussiani sono molto numerosi nell'area fra i fiumi Nemunas e Vistola; si pensa anche che l'areale baltico fosse esteso nell'alto Dnepr. Gli influssi culturali degli Ugro-finnici devono essere stati molto consistenti; secondo alcuni autori i popoli ugrofinnici sono in relazione stretta con i baltici.
Ricerche su Leutizi, Sorbi e Obodriti confermano che erano suddivisi in tribù (civitates; circa 50 per i Sorbi). I Redari erano una tribù dei Leutizi, sottomessi già nel 936. Nel IX-X secolo, gli Obodriti realizzarono una federazione con Varnabi e Polabi. In quel periodo Evelli, Smeldingi e Linoni si servivano di una lingua con forti influssi germanici. Assai note sono le credenze religiose di quei popoli, specie dei Leutizi, che avevano un pantheon indogermanico. Le terre a est dell'Elba nell'Alto Medioevo erano popolate da tribù slave. Sembra che la loro area giungesse fino al Saale.
Adamo da Brema e Tietmaro di Merseburgo hanno evidenziato che nell'XI secolo le istituzioni politiche slave erano sostanzialmente uniformi; così Cosma di Praga. Importante fu l'azione di Enrico I l'Uccellatore, che contro le popolazioni slave eresse fortificazioni in forma di vallo e condusse nel 928-29 una spedizione contro gli Evelli, ottenendo la sottomissione di Sorbi, Obodriti e Leutizi. Nel giugno 983 i Leutizi, spalleggiati dagli Obodriti del principe Mstivoj, s'impadronirono del Brandeburgo e di parte della Sassonia; la rivolta slava ebbe carattere di restaurazione del paganesimo. I Leutizi s'impadronirono del castello di Wirbina nel 1034. I Turingi si convertirono per opera di missionari e militari sassoni e sono da considerarsi assimilati alla fine del IX secolo.
Il vantaggio dei vescovi di Brandeburgo fu rappresentato dal loro percepire regolari decime. Il "manso" (Hufe) corrisponde a 15-60 Morgen (da 3,5 a 14 ettari a seconda delle zone di coltura); il manso slavo-sassone arriva a 9,95 ettari, quello sassone a 19,92. Il ceto signorile degli Junker trae la sua lontana origine da funzionari (ministeriales del tempo di Alberto l'Orso in Brandeburgo) sotto la tutela dei grandi signori come i margravi. La colonizzazione tedesca sulle rive dell'Elba consistette nella creazione di un vallo di castelli fortificati (Burgwarden) sotto la protezione del margravio.
Secondo Jean Flori la fine del XII secolo in Germania segnò la fusione fra antica nobiltà libera e ministeriales, non liberi. Pare che il feudalesimo si sia diffuso in Germania in ritardo rispetto alla Francia. Sempre secondo Flori, la militia tedesca è formata dai servitori armati dei principi e comandata dai ministeriales, pure essi di origine servile. Anche per Barthelemy miles è semplicemente colui che in epoche antecedenti veniva chiamato vasso. Nel 1235 i Templari-presi a modello dai cavalieri teutonici per la regola-adottarono le costituzioni di Melfi di Federico II di Svevia (solo i figli dei cavalieri possono raggiungere lo status di cavaliere) e non vi è motivo di pensare che i cavalieri teutonici si conformassero diversamente. Secondo Arnold i ministeriales dell'inizio dell'XI secolo fanno parte della classe servile. Simile appare l'interpretazione di Borst, e quella di Bose.
In epoca molto più tarda sono rammentati i casciubi (slavi della Pomerania Orientale e Prussia Occidentale, specie nella zona di Karthaus e di Putzing) e i Masuri, che risiedevano nei pressi dei laghi omonimi e che parlavano un patois tedesco-polacco. Il più antico documento casciubo risale al 1586; esiste anche un catechismo luterano redatto in casciubo del 1643.

### L'evangelizzazione
Mieszko I, duca di Polonia, entrò nel 966 nel territorio dei Sudoviani, dei Pomerani e dei Venedi. Nella regione elbana furono fondati degli edifici ecclesiastici a scopi missionari. Nel X secolo i tedeschi attraversarono il medio Elba. I villaggi slavi sembra fossero piccoli; al centro della terra c'era di solito un castello (in slavo: grad). La coltivazione era primordiale e si basava sull'aratro di legno (uncus, o kuritz per i sorabi), che poteva servire solo su terreni sciolti o sabbiosi, con scarse rese agricole.
Si ritiene che i villaggi con terminazione -hagen fossero esclusivamente germanici (hag = "recintare", per lo più di aree disboscate).
Nel 1134 Alberto l'Orso, ricevette in feudo la Nordmark dall'imperatore Lotario. Poi il suo potere si estese al Prignitz, riva destra dell'Elba. I successori si espansero nel Barnim, nel Teltow (nord e sud di Berlino) e raggiunsero l'Oder. Non riuscirono, tuttavia, a arrivare alle foci della Vistola, perché osteggiati dall'Ordine teutonico. Nel 1157 i Pruzzi sostennero i polacchi contro il Barbarossa, dopo la spedizione del duca polacco Boleslao IV, detto "il Ricciuto".
Enrico (Henryk), duca di Sandomierz, fu ucciso dai prussiani nel 1166. Nel 1191-93 Casimiro II il Giusto, duca di Cracovia, passò il fiume Drewenz imponendo la pace ai prussiani fino alla sua morte nel 1194. Controverso è lo zelo missionario in queste che essenzialmente rimasero spedizioni militari. Certo è che dal 1207 il monaco cistercense Goffredo, abate di Łękno in Polonia, cominciò la predicazione rivolta ai prussiani; Cristiano di Oliwa (1180-1245), ordinato vescovo per la missione di Prussia, fu chiamato "apostolo dei Pruzzi" per la sua attività nel territorio di Kulm. Un attacco in forze per convertire i prussiani fu sferrato nel 1222 a opera del duca Enrico di Slesia e del vescovo di Breslavia Wawrzyniec.
L'impresa mostrò presto la sua difficoltà, tanto che il duca Corrado di Masovia, unitosi all'iniziativa, dovette cercare rifugio nel castello di Płock a seguito di una scorreria prussiana del 1223. Il trattato di Kruschwitz (1230) sancì la cessione all'Ordine teutonico del territorio di Kulm: non abbiamo modo di sapere, tuttavia, se il documento che lo attesta sia autentico.
L'Ordine teutonico era uno degli ordini operanti nell'area, vi erano anche i Cavalieri portaspada che nacquero nel 1202, presso il vescovo tedesco Albrecht von Buxthoeven incaricato dal vescovo di Brema di convertire i Livoni. Antesignani delle attività missionarie presso i Livoni erano stati il cistercense francese Fulco, e dal 1184 Mainardo agostiniano del monastero di Segeberg nell'Holstein.
Con la battaglia di Riga del 1206 i Portaspada batterono i Livoni e i principi di Polack (principato a est della Livonia) sotto la guida di Vinno di Rohrbach. Il tentativo di penetrazione a est della Livonia fallì perché Jaroslav II di Polack batté i Portaspada a Bauska nel 1234; nel 1236 i Portaspada furono di nuovo sconfitti a Šiauliai dai Lituani, cosicché non poterono fare altro se non fondersi con il più potente Ordine teutonico. La Cronaca di Enrico di Livonia è stata tradotta da Brundage e da Bugiani.
Inoltre erano operanti i cavalieri del vescovo di Prussia, chiamati i cavalieri di Dobrin. Nel 1220 l'Ordine teutonico compilò un proprio Statuto, che somiglia molto a quello templare. Trattazione dello Statuto dell'Ordine si rinviene in Hennig. Importante per la storia dell'Ordine teutonico è l'opera di Voigt.
Fra il 1207 e il 1222 i lotti di terre (Haken) diventano sei volte superiori per i coloni e dodici volte per gli ecclesiastici; però le ricorrenti rivolte indigene fanno sì che nel 1229 il 46% dei beni tedeschi e il 75% dei beni dei Portaspada diventino vacanti. I tedeschi nell'area orientale raggiungono le 3 900 unità nel 1232-36. I cavalieri non erano più di 400 per circa 20 castelli. L'emigrazione tedesca nelle terre dell'Ordine è sostenuta da nobili provenienti dalla bassa Sassonia e da mercanti e cavalieri della Vestfalia. Molti sono ministeriales attirati dalla promessa di feudi..
Secondo Benninghoven, la colonizzazione tedesca a est procede con nuclei isolati, molto distanti dagli ultimi territori tedeschi sull'Oder.

#### L'Ordine teutonico e le crociate

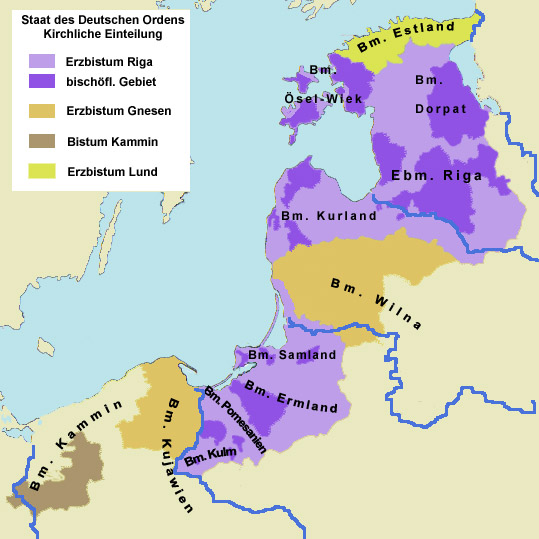
Situazione dopo la conquista alla fine del XIII secolo. Le aree in viola erano quelle sotto il controllo dello Stato monastico dei Cavalieri Teutonici

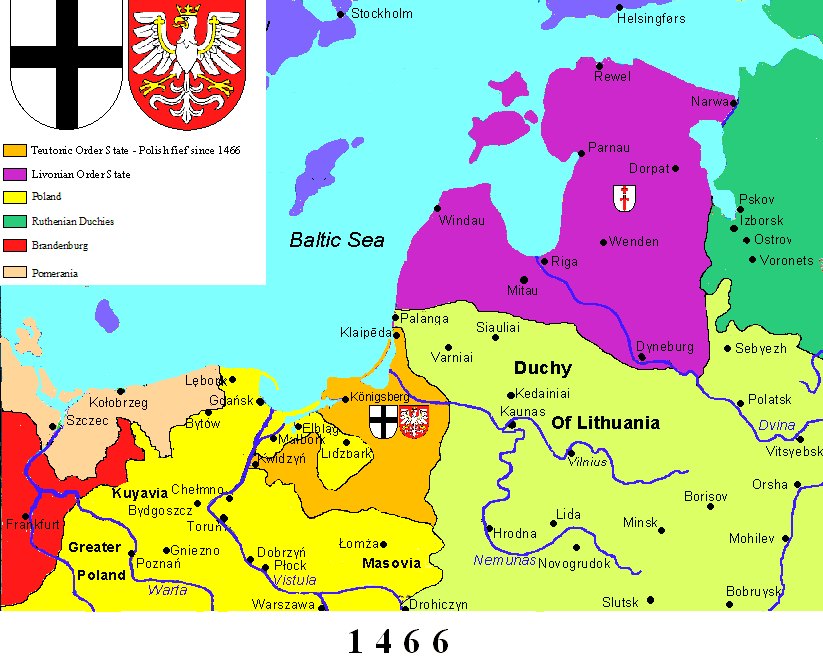
Situazione dei territori dopo la seconda pace di Thorn. Lo Stato teutonico è in arancione

Papa Onorio III, e il vescovo Cristiano, propugnarono a partire dal 1217 una crociata all'est.
Le crociate partite dalla Polonia contro la Prussia nel 1222-23 non ebbero successo; Corrado di Masovia chiese aiuto all'Ordine teutonico promettendo in cambio la cessione di territori. Così Ermanno di Salza, gran maestro dell'Ordine teutonico, inviò un distaccamento sulla Vistola nel 1229 che costruì il forte di Vogelsang-Warsin; l'armata edificò nel 1230 il forte di Kulm, l'odierna Chełmno, e diverse fortezze fluviali.
L'intero territorio di Kulm era nel 1233 nel possesso dell'Ordine. Con il trattato di Rubenicht (marzo 1231) il vescovo Cristiano di Oliwa ottenne dall'Ordine un terzo della Prussia. Nel 1234 fu iniziato il forte presso Rehden e nel 1237 vi fu l'attacco alla Pogesania, mentre coloni di Lubecca fondarono Elbląg.
I tartari ebbero la meglio sull'Ordine teutonico a Legnica il 9 aprile 1241; non sembra però che la loro incursione abbia avuto gravi conseguenze. Con la bolla del 1º ottobre 1243 papa Innocenzo IV e Guglielmo di Modena istituirono in Prussia quattro diocesi: Kulm, Pomesania, Varmia e Sambia. Heinrich von Hohenlohe (1244-1253) fissò la sede principale dell'ordine a Mergentheim in Franconia.
L'ordine fu attaccato e vinto presso Rensen nel 1244; però solo due anni dopo fu soccorso da consistenti aliquote, comprendenti truppe austriache di Enrico di Liechtenstein. Nel novembre 1249 i Natangi sconfissero l'Ordine a Krücken. Nel 1253 Poppo von Osterna, il Landmeister Dietrich von Grüningen e il margravio di Meissen repressero una rivolta in Galindia. La svolta militare a favore dei cavalieri teutonici si compì probabilmente a Rudau nel 1255. Infatti la Sambia fu conquistata in meno di un mese, fu fondata Wehlau (oggi Znamensk) e ne fu posto a capo Thirsko, convertito sambiano. Furono uccisi il capo dei Natangi Godecko e i suoi due figli.
Nel lungo periodo, le innovazioni nella tecnologia militare costituita dall'edificazione di castelli in pietra o mattoni e dall'introduzione della balestra dovevano rivelarsi decisivi. La balestra non era un'arma nuova, ma riscoperta dopo l'antichità; i genovesi eccellevano nella fabbricazione. Secondo alcuni, la gittata era superiore ai 150 metri, ma probabilmente non consentiva più di due lanci al minuto. Era efficace contro armature robuste. Soprattutto consentiva di difendersi efficacemente pur essendo in inferiorità numerica. Nel 1231 fu costruito un forte a Toruń e nel 1232 a Kwidzyn. Le tribù dei Pomesani e dei Pogesani chiesero la pace.
Nel 1242 Swantopelk, duca di Danzica, si accordò con i prussiani e distrusse molti castelli dell'Ordine. Sudovi e prussiani coalizzati sconfissero l'Ordine presso il fiume Osa il 15 giugno 1243: quattrocento cavalieri trovarono la morte con i loro marescialli. I prussiani sconfissero l'Ordine a Rensen nel 1244 e i Natangi a Krücken nel 1249 ma in seguito Swantopelk si accordò per stipulare una pace. La bolla emessa a Rimini da Federico II (1226), lo statuto di Kruszwica del duca di Masovia, le bolle di Gregorio IX (1234) concedevano ampia autonomia all'Ordine teutonico. La maggiore rivolta dei nativi si verificò nel settembre 1260: Lituani e Samogizi batterono l'Ordine di Livonia e i cavalieri teutonici a Durbe.
Nell'estate 1262 i capi ribelli Treniota e Shvarn attaccarono la Masovia devastando il territorio di Kulm uccidendo il duca Siemowit I; a essi si unirono i Pogesani. Skomante (o Skalmantas), capo dei Sudovi, fece una scorreria a Kulm nel 1263 e nel 1265. Nel 1263 la battaglia di Löbau vide la vittoria dei prussiani, che uccisero il Gran Maestro e Maresciallo dell'Ordine teutonico; i Natangi erano guidati da Herkus Monte, che era stato educato in Germania.
Nel 1245 Innocenzo IV concesse l'indulgenza plenaria a chi si fosse recato in Prussia rispondendo all'appello papale. Fra il 1210 e il 1230 il totale delle donazioni all'Ordine teutonico triplicò e nel 1290 quest'ultima somma era ulteriormente raddoppiata. Già papa Clemente IV aveva proclamato la crociata contro i Pruzzi nel 1271; simbolicamente, la fine delle guerre fra Ordine e Pruzzi si compì quando Skurdo, ultimo capo di questi, fu battezzato nel 1283. Molti cavalieri provenivano da Würzburg e Norimberga; dal 1300 furono numerosi anche i Renani, mentre i Bavaresi furono attivi dopo il 1400. Fu usato il rito liturgico - più sintetico - dei Domenicani.
L'Ordine era salvo e aveva un suo territorio, ma a caro prezzo, ossia garantire le libertà civili ai convertiti, e accettare arcivescovati indipendenti. Ottocaro II di Boemia versò forti somme per costruire la fortezza di Königsberg e il re di Lituania, Mindaugas, fu incoronato e battezzato nel 1251 dal vescovo di Kulm.
Già con il trattato di Christburg (7 febbraio 1249) Innocenzo IV aveva riconosciuto a Swantopelk, duca di Pomerelia, diversi diritti, ottenendo per contro l'abiura del paganesimo, il pagamento delle decime e il servizio militare da parte dei convertiti. Quanto al principe Daniele di Galizia, invadendo il Bug cooperò nella sottomissione degli Jatvingi, la più forte tribù prussiana. I prussiani si ribellarono nel 1260 e sconfissero delle aliquote dell'Ordine a Pokarwis. La battaglia fu combattuta il 22 gennaio 1261, presso l'attuale località di Ušakovo. Herkus Mantas (o Monte) conosceva bene la tattica teutonica, perché educato in Germania, ed era a capo dei ribelli; sembra sia stato abile nel dividere le forze nemiche, che erano al comando del conte di Barby (in Sambia) e del conte di Reyden, che operava in Nattangia. Herkus Mantas ottenne importanti successi e nel 1264 s'impossessò del castello di Bartenstein; nel 1272 fu catturato e impiccato.
Nel 1277 Konrad von Thierberg il Vecchio batté i sudovi a Winsen. La fine della rivolta prussiana si può datare al 1283; in seguito i sudovi furono deportati. Simbolo della potenza dei monaci guerrieri, fu costruita la fortezza di Marienberg (oggi Malbork), che per secoli fu il più esteso complesso fortificato in Europa.
Il dominio dell'Ordine non fu mai incontrastato, anche a causa dell'eccessiva pressione fiscale: nel 1397 i nobili prussiani (tedeschi e prussiani germanizzati) fondarono la "Compagnia della lucertola", con lo scopo neanche troppo celato di staccare territori dell'Ordine a vantaggio della Polonia; il suo capo Hans von Boysen chiese l'aiuto di Casimiro IV Jagellone re di Polonia nel febbraio 1454.
La rivolta dei Prussi fu descritta anche da Heinrich von Treitschke. Fu presa anche Kwidzyn e uccisi due maestri. Alleati dei prussiani furono nell'occasione Mestwin, figlio di Swantopelk, e alcuni capi Jatvingi.
Le condizioni furono aggravate da disastri naturali: la cronaca frisone di Menko ha descritto una crisi agricola a far data dal 1272, col triplicarsi del prezzo dei cereali e carestia successiva. Tuttavia, il duca di Brunswick e i margravi di Brandeburgo ristabilirono la situazione, tant'è che nel 1277 troviamo che parte dei Barti, degli Skalviani e dei Nadruvi si erano trasferiti sul Njemen e che nel 1283 avvenne la resa degli Iotvingi. È anche importante sottolineare come tra il 1000 e il 1300 si possa parlare di una notevole espansione demografica.
L'Ordine, dopo la sottomissione dei prussiani, ebbe compiti militari meno importanti e preferì i censi dei villaggi contadini. I prussiani furono divisi fra liberi prussiani (quelli che erano rimasti leali) e soggiogati. Culturalmente si germanizzarono. I liberi prussiani rimasero sotto la giurisdizione dell'Ordine. Ciò significava che essi erano sottoposti alla legge di Kulm, o anche alla legge prussiana di successione, che comportava maggiori obblighi. Carstens esclude che i cavalieri teutonici fossero fautori di una politica razzista, ma cita anche voci che sostengono quest'ultima tesi.
I prussiani servi erano la parte più misera della popolazione; A.J.P. Taylor parla di loro come di "braccianti senza terra". L'Ordine, dopo aver perduto la Transilvania nel 1225, era in cerca di nuovi territori. Il 13 novembre 1308 i cavalieri teutonici s'impadronirono di Danzica e si spinsero nella Pomerania orientale. L'anno successivo, il gran maestro trasferì la capitale a Malbork. Rügen si unì alla Pomerania nel 1325. La disposizione psicologica dei coloni non era dissimile da quella dei pionieri americani nella corsa al West: senso di grandi possibilità, una fede accesa, frugalità, vigilanza verso popolazioni ostili. Gli antesignani dei pionieri furono gli ordini religiosi: non solo i cavalieri teutonici, ma anche i cistercensi (il loro primo monastero fu a Dargun nel 1172) e i premostratensi, che agivano in Pomerania e nel Brandeburgo. La prima fonte manoscritta relativa ai premostratensi risale al 1140-1153; rispetto a altri ordini essi avevano un legame più forte nei riguardi di una chiesa specifica (stabilitas in loco). I loro centri principali si trovavano a Grobe presso Usedom, a Belbuck e Marienbusch; nel Brandeburgo a Leitzkau e Jerichow, nella terra di Ruppin a Lindow.
Sulla scorta di W. von Sommerfeld, Carstens afferma che tedeschi e slavi si fusero presto. Una disamina sull'adozione di nomi tedeschi da parte di slavi convertiti si trova in Riedel. Nomi slavi ricorrono anche in famiglie nobili fino al 1400 (ad esempio, Ivan e Paridam nei von dem Knesebeck, o Prizbar e Ivan nei von Redigsdorf).
Alcuni storici hanno parlato di matrimoni misti fra capi tedeschi e vendi (slavi del Brandeburgo). Si ritiene anche che in alcune zone (per esempio, in Pomerelia) molti nobili slavi mantennero le loro prerogative.
Si ritiene generalmente che a causa della scarsa fertilità del terreno, le proprietà tendessero al latifondo o addirittura al gigantismo. Proprietà piccole erano considerate quelle con poche Hufen di terra, ma la Hufe misurava ben 16,8 ettari ossia 490,9 acri.
Nel secolo XIII, un cavaliere poteva affittare a fittavoli (locatores). Questi ultimi procuravano coloni e diventavano capi dei villaggi (sculteti); esercitavano la bassa giurisdizione, quella cioè che non comportava pene corporali o capitali. Scarsi sono gli esempi riportanti allontanamento di contadini slavi, al contrario, spesso veniva sollecitato il loro insediamento, che sottostava a due condizioni: la fede cristiana e la dedizione al lavoro. Procurarsi nuova terra arabile richiedeva lavori faticosi e lunghi. Sostiene Taylor che le fattorie degli Junker non erano mai feudali, ma erano imprese capitaliste, che rassomigliavano da vicino alle grandi fattorie capitalistiche della prateria americana, pur esse il risultato dell'espropriazione coloniale degli indiani d'America. Proprio per la necessità di bonificare un suolo spesso acquitrinoso, erano richiesti coloni olandesi, che si presupponevano maestri in quell'arte. L'aliquota di terra coltivabile variava dall'8 della Pomerania al 23% della Slesia e le rese agricole erano piuttosto scarse. Oltre a ciò, il periodo utile per coltivare cereali (e, dopo la scoperta dell'America, le patate) era circa del 40% più breve che in Germania centrale.
Con la Riforma protestante i sovrani divennero proprietari di vastissimi territori (che vendettero per buona parte ai nobili). Fu eliminato il clero come classe politicamente rilevante. Al contempo, si verificò un indebolimento della borghesia cittadina per la cessione alla Polonia di molte città.
I cavalieri feudali diventarono mercanti e imprenditori; contrariamente alla gentry inglese, non sopportavano le città che pure sfruttavano. Un avvenimento di grande rilevanza si verificò per la Prussia nel 1525 con il Trattato di Cracovia: lo Stato dei cavalieri teutonici fu secolarizzato, e il primo duca di Prussia, Alberto di Hohenzollern, divenne vassallo dello zio Sigismondo I il Vecchio.
La guerra dei trent'anni, e il conseguente impoverimento dei ceti cittadini, consentirono a Federico Guglielmo I di imporre un assolutismo reso necessario peraltro dal frazionamento e dalle rilevanti differenze fra i territori che possedeva.

### Formazione dello Stato prussiano

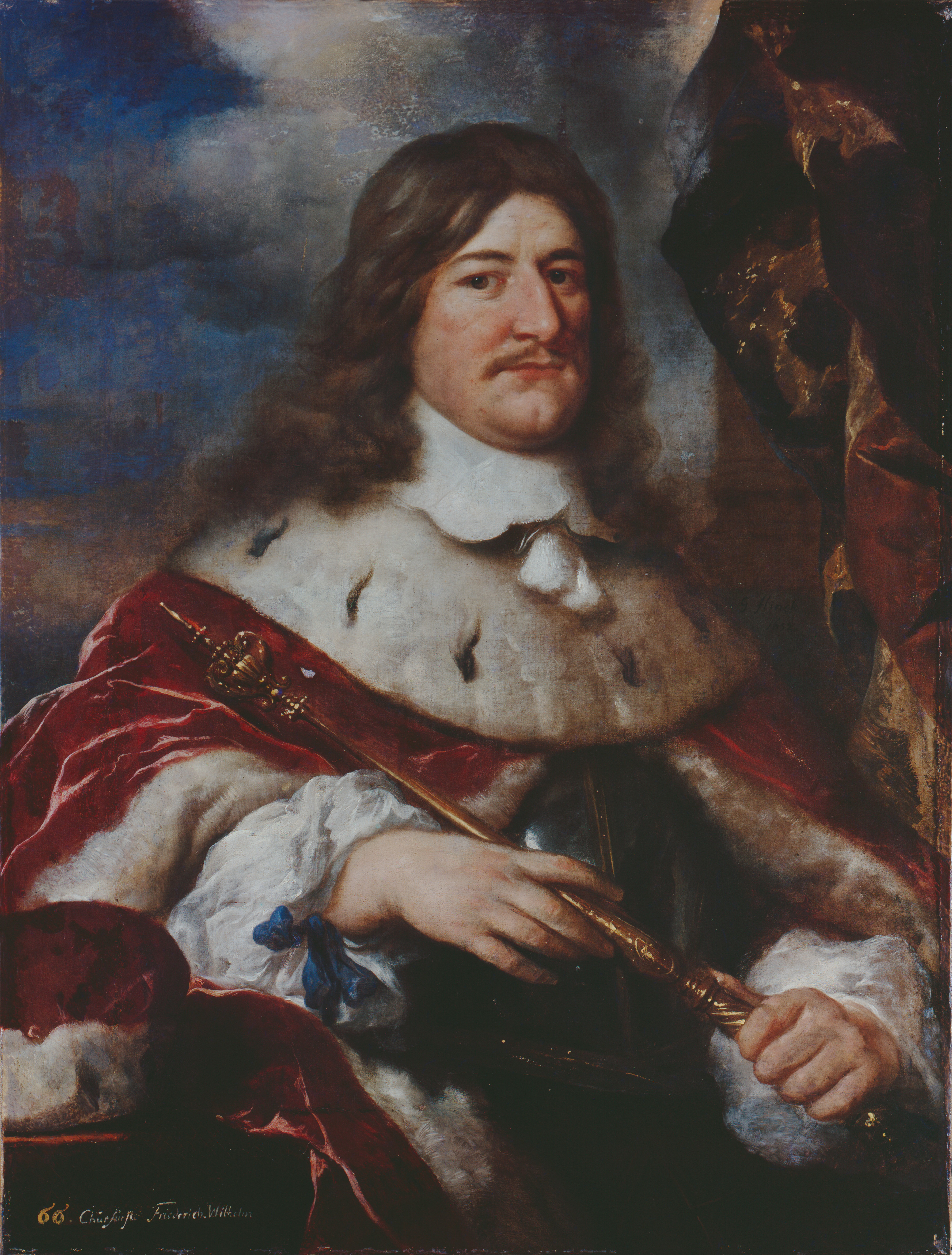
Federico Guglielmo I di Brandeburgo, fondatore dello Stato prussiano moderno

Nella seconda metà del XVII secolo la politica egemonica di Luigi XIV favorì la ripresa del mondo germanico dalle distruzioni della guerra dei trent'anni. Di fronte alla minaccia francese, infatti, i principi tedeschi seppero costituire un fronte unico della nazione germanica. Da questo emersero l'Austria e la Prussia. Dopo la Pace di Vestfalia (1648) l'Austria, soprattutto grazie all'opera dell'imperatore Leopoldo I, perseguì una politica di parsimonia e, nei limiti del possibile, di pace.
L'inizio della fortuna dello Stato prussiano fu merito di Federico Guglielmo (1640-1688), detto il Grande Elettore. Il casato degli Hohenzollern, cui egli apparteneva, dopo aver ottenuta la Marca di Brandeburgo all'inizio del XV secolo, si era successivamente insediato nel Ducato di Kleve (sul Reno) e nel Ducato di Prussia. Per l'estinzione dei rami cadetti di Kleve e di Prussia, all'inizio del Seicento i tre possessi erano passati tutti nelle mani dei principi del ramo primogenito del casato, che mirarono a renderne omogenee le strutture economico-politiche, con la speranza di poterli unire in un unico blocco territoriale, ma gli Hohenzollern non esercitavano una completa sovranità, infatti detenevano la Prussia come dipendenza del Regno di Polonia, e gli altri due distretti come dipendenze del Sacro Romano Impero.
Nel 1657 il Grande Elettore, col trattato di Wehlau, si assicurò la sovranità sui territori già appartenuti all'ordine teutonico. Il nipote del Grande Elettore, re Federico Guglielmo I (in carica 1713-1740), acquisterà Stettino dagli svedesi. La Dieta prussiana del 1661-3 siglò il predominio del ceto aristocratico a causa dell'instaurarsi di un esercito permanente, l'ossatura del quale poteva essere assicurata solo da una classe di ufficiali devota alla corona. Ciò nonostante, Federico Guglielmo riuscì a far assumere ai suoi domini una certa importanza europea: provvide a bonificarli, contendendoli ai boschi e alle paludi; attirò sul suo territorio gli ugonotti francesi (costretti a emigrare dalla politica persecutoria di Luigi XIV), garantendo loro la più ampia libertà religiosa pur di potersi avvantaggiare delle loro preziose capacità di lavoro; sopperì alla discontinuità territoriale uniformando il più possibile le strutture politiche e amministrative di Kleve, del Brandeburgo e della Prussia.
Nella politica estera, egli riuscì a sganciare il Ducato di Prussia dalla Polonia, e, nella Guerra d'Olanda (1672-1678), aumentò il proprio prestigio sconfiggendo gli Svedesi, alleati di Luigi XIV e ritenuti imbattibili. Gli Hohenzollern ottennero in seguito il titolo di re di Prussia e diventarono uno dei principali punti di riferimento del mondo germanico. Viene ricordato come fondamentale per la genesi dello Stato prussiano l'editto di Potsdam dell'8 novembre 1685 (concessione dell'asilo agli ugonotti). Il numero dei berlinesi salì da 6000 nel 1640 a 30000 dopo la promulgazione dell'editto.

### Dispotismo illuminato in Prussia

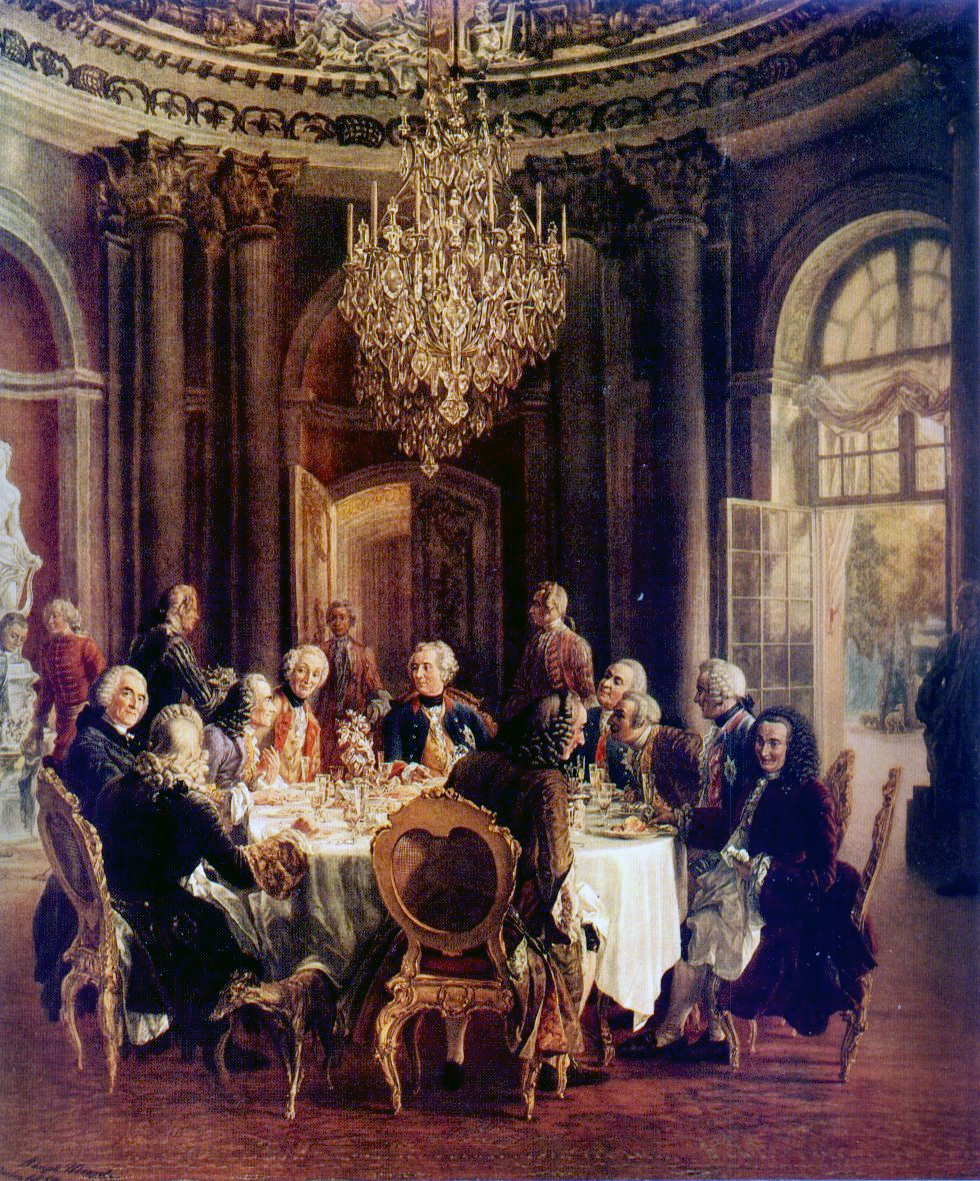
Federico II di Prussia con Voltaire e altri illuministi a Sanssouci, opera di Menzel, XIX secolo

Federico I Hohenzollern (in carica 1701-1713) fu il primo della propria casata a fregiarsi del titolo regio (18 gennaio 1701). Il primo parere favorevole sull'elevazione dell'elettore del Brandeburgo alla dignità regia fu quello di Heinrich Rüdiger von Ilgen il 25 novembre 1699; così, Ferdinand Bartholdi, ambasciatore a Vienna, il 3 febbraio 1700 spedì a Federico un dispaccio cifrato col quale suggeriva di rivolgersi a padre Wolf, consigliere imperiale a Vienna. Quest'ultimo desiderava il matrimonio del principe ereditario di Prussia con un'arciduchessa cattolica, al fine di convertirlo e accettò di assumerne il suo patrocinio. Il prezzo della dignità regia consistette: in 500.000 talleri a carico degli Hohenzollern, nel permesso del libero culto cattolico nel Brunswick e nella completa rinuncia al diritto di voto nell'elezione imperiale. Grazie anche alla mediazione di padre Wolf, che intrattenne appositi colloqui col primo ministro austriaco Kaunitz il 10 maggio 1700 e il 16 giugno 1700, fu rinnovata l'alleanza austro-prussiana sulla base del trattato del 1686 e fu riconosciuta ufficialmente la dignità elettiva degli Hohenzollern secondo i dettami della bolla d'oro. I cerimoniali del 18 gennaio 1701 furono particolarmente fastosi e condotti da von Besser.
Si noti che all'inizio il titolo fu di "re in Prussia" (non "re di Prussia"), il che indica probabilmente che la collocazione giuridica internazionale dello Stato era incerta; il Brandeburgo seguitò a far parte dell'Impero. Nell'elevazione alla dignità regale, Federico I fu aiutato dall'Austria, che aveva bisogno del suo appoggio per i problemi insorti con la spartizione dei domini spagnoli. Fu fondata l'università di Halle, dove insegnarono Leibniz e Thomasius, che fu il primo a insegnare in lingua tedesca.
Notevoli furono i guadagni territoriali da parte del successore Federico Guglielmo I (in carica 1713-1740): il 21 gennaio 1719 la Svezia cedette parte della Pomerania, Usedom e la città di Stettino, annessi formalmente il 29 aprile 1720. Federico II affidò con un Cabinets-Ordre del 30 dicembre 1746 al suo cancelliere Samuele Cocceius il compito di elaborare un progetto di Codice con un duplice obiettivo, prevedere norme chiare e razionali e creare una normativa volta a valorizzare la tradizione prussiana e fondata sulla ragione naturale. Il progetto del Corpus Iuris Fridericianum però non venne approvato da Federico II in quanto contenente numerose norme di matrice romanistica. L'iniziativa della codificazione proseguì successivamente con l'istituzione di un'apposita commissione presieduta dal cancelliere Johann Heinrich von Carmer, e a seguito dell'elaborazione di tre progetti di codice, il 5 luglio del 1794 venne pubblicato l'Allgemeines Landrecht, composto da 17.000 articoli e suddiviso in tre parti: introduzione - prima parte: diritti reali, seconda parte: associazioni. Federico II (1712 - 1786), divenuto re nel 1740, per quanto amico di filosofi e filosofo a sua volta, subordinò ogni convinzione personale alla ragion di stato. Nel 1740 la Prussia contava 85.000 soldati: era il quarto esercito in Europa, dove era solo tredicesima per popolazione. D'importanza decisiva fu la Pace di Berlino del 28 luglio 1742, che sancì la cessione della Slesia allo Stato prussiano. Entro questi limiti l'opera di Federico II fu comunque assai rilevante. Federico II riaprì l'Accademia delle scienze di Berlino, che suo padre aveva fatto chiudere, non tenne conto della nazionalità dei suoi collaboratori, bensì della loro capacità nelle tecniche, nelle scienze, nell'economia e in tutte le attività necessarie a uno Stato. Furono colonizzate nuove terre e furono introdotte coltivazioni più produttive, ma i grandi proprietari terrieri, i cosiddetti Junker, conservarono intatto il loro potere sui contadini, infatti, essi fornivano i quadri dell'esercito prussiano, pertanto l'istituto medievale della servitù della gleba non fu toccato, per non danneggiarli. Nello Stato di Federico II il 20% circa dei nobili erano agrari di oltre Elba, che gestivano direttamente il proprio latifondo; una classe sociale abbastanza numerosa e, secondo Taylor, assai efficiente.
La preoccupazione di non rovesciare l'ordinamento della società prussiana si fece sentire anche nelle riforme legislative di Federico il Grande, che con il proprio Codice civile attuò non tanto una riforma, quanto una razionalizzazione del regime feudale. Inoltre, Federico mise in atto una radicale separazione tra Stato e Chiesa. Dopo il 1653 non si hanno notizie di convocazioni dei ceti nel Brandeburgo; il che sta a significare che l'assolutismo regio aveva avuto la meglio. In quell'anno, in cambio di 530.000 talleri, l'elettore riconobbe privilegi agli Junker, tra i quali il diritto esclusivo ad acquisire proprietà e riconobbe la piena giurisdizione e l'esenzione dalle imposte per quella classe. Fu pure unificato il comando sotto von Sparr, e standardizzata la logistica e il finanziamento per opera di Carl Ernst von Platen; von Gumbkow, che successe a quest'ultimo, ampliò ancora le proprie prerogative. Il principe Leopoldo I di Anhalt-Dessau, addestrò l'esercito a svolgere complicate manovre ("regolamenti" dell'esercito, 1714) e, sia detto incidentalmente, introdusse il passo dell'oca.
La struttura dei distretti di reclutamento fu stabilita su base cantonale nel 1732; già allora era prevista l'obbligatorietà del servizio militare. Il patto fra monarchia e nobiltà fu quindi peculiare: gli Junker accettarono la monarchia perché offriva loro privilegi nei confronti della borghesia emergente; in cambio, l'appoggiarono militarmente. Federico II sfruttò ogni possibile alleato; così, quando gli Asburgo cacciarono i gesuiti, egli li accolse prontamente. Il risultato fu la notevole diminuzione dell'analfabetismo nel suo territorio.
Perfino i ministri di stato apparivano spesso come dei meri esecutori del volere regio. Federico II fu così forse il principale rappresentante dell'assolutismo illuminato in Europa. Nonostante il successo, l'azione di Federico II non fu esente da critiche neppure da parte della nobiltà, basti citare Georg H. von Behrenhorst. Nello Stato prussiano la componente etnica slava era cospicua: la Posnania, acquisita dal 1772 al 1795, era popolata da tedeschi solo per il 38%. Fu infatti quello il periodo delle tre Spartizioni della Polonia (5 agosto 1772, 23 gennaio 1793, 24 ottobre 1795). Federico II dovette anche accettare l'ingerenza russa, che, come successivamente, aveva interesse a mantenere divisa la Germania; perciò nel 1779 la Russia cofirmò la pace di Teschen fra Austria e Prussia.
Nel 1795, con la pace di Basilea, la Prussia si dedicò pressoché interamente alle sue acquisizioni orientali, disinteressandosi di quello che andava maturando in Occidente. Il risveglio fu brusco e si ebbe con la battaglia di Jena (14 ottobre 1806), dove Napoleone sconfisse nettamente l'esercito prussiano, che contò 25.000 perdite (su 133.000 fanti, 39.600 cavalleggeri, 10.000 artiglieri presenti alla battaglia; cfr. Chlapowski).
Con la pace di Tilsit, siglata il 9 luglio 1807, anche con la Russia dello zar Alessandro I, la Prussia dovette accettare una limitazione dell'esercito a 42.000 uomini, la perdita di metà della popolazione, che si ridusse a 5.000.000 di abitanti, e soprattutto una stretta tutela da parte dello Stato francese. L'8 settembre 1808 Napoleone richiese 140 milioni di franchi come risarcimento di guerra; in questo periodo, l'allevamento di bestiame in Prussia subì un drastico ridimensionamento.
Dopo Jena avvenne l'emancipazione dei servi della gleba (Bauernliegen) che teleologicamente si può anche interpretare con la finalità di liberare manodopera di riserva disponibile per l'incipiente industrializzazione. Questa e altre riforme che seguivano uno schema organico, è conosciuto come Riforme prussiane. Tuttavia solo nel 1918 furono soppresse le ordinanze feudali e che il feudo rimarrà come unità amministrativa fino al 1927.
In quegli anni avvenne anche l'affrancamento dei contadini appartenenti a terre demaniali. Durante il periodo francese le produzioni locali tedesche furono favorite dal Blocco continentale, che agevolò la loro penetrazione nel mercato europeo.
Già da alcuni anni von Courbière e von dem Knesebeck avevano proposto alcune riforme in materia militare, ma non avevano ottenuto molto. Le innovazioni nella tecnica militare avanzate in Francia erano state propugnate, nei primi anni dell'Ottocento, da Georg Heinrich von Behrenhorst e dal suo allievo Dietrich Heinrich von Bülow, ma osteggiate dal più illustre superstite della Guerra dei sette anni, Möllendorff, oltre che da Saldern, Venturini, Massenbach, ancora legati agli schemi federiciani.
Descrizioni della guerra del 1806 si trovano in von Lettow-Vorbeck oppure in Leidolph. Per problematiche inerenti al comando vedi Görlitz e per quel che riguarda le resistenze all'innovazione in campo militare anche dopo la sconfitta di Jena vedi Jany. David Nash ha descritto quegli anni in: The Prussian Army 1808-15.
Hermann von Boyen - dopo la pace di Parigi - fu il primo ministro prussiano della guerra e costituì il vertice di tutto l'apparato militare, unificando nella sua persona il comando e l'amministrazione. Questo comportava che il ministro della guerra, in caso di attività bellica, fosse anche comandante dell'esercito e pertanto, già in tempo di pace, capo di Stato Maggiore.
In seguito non fu possibile raggiungere un'unificazione così completa della dirigenza militare; si ebbero anzi contrasti, soprattutto per l'ambigua posizione dei ministri della guerra, un po' alti dirigenti militari e un po' alti dirigenti politici. Non mancava chi protestava contro l'eccessivo peso assunto dagli alti ufficiali: Karl von Rotteck, scriveva dopo il 1819 che l'esercito era la culla del dispotismo.
Inoltre molti critici hanno messo in rilievo l'ignoranza del corpo ufficiali, testimoniata dalle posizioni dei massimi dirigenti militari dell'epoca. Ad esempio Lottum (membro della commissione per la promozione a ufficiali, 1808) non era favorevole a istruirli, convinto com'era che « [...] il troppo studio uccide il carattere». Lo stesso von Hake - ministro della guerra dal 1819 al 1833 - condivideva questa opinione. Fra i primi capi di Stato Maggiore generale si possono rammentare Müffling (1821-29), Krauseneck (1829-48), la cui azione è stata commentata da Bockmann.
Nel 1823 gli Junker istituirono le rappresentanze dei ceti provinciali: il criterio di inclusione nel più elevato dei ceti era dato dalla proprietà terriera anche se acquistata. La mentalità degli Junker fu adottata dai nuovi ricchi di origine borghese senza molte difficoltà, e pure questa circostanza ebbe peso nella direzione degli eventi successivi.
Così siamo arrivati alle soglie del breve periodo liberale in Prussia. La prima Dieta unificata fu convocata per l'11 aprile 1847. Il malcontento sociale non poteva essere contenuto più a lungo, tanto che l'apertura della Dieta - che rappresentava il primo anche se timido passo verso una monarchia costituzionale e basata su principi liberali - coincise con la "rivolta delle patate" a Berlino, originata dall'aumento del prezzo dei tuberi.
Poi venne la rivoluzione di Parigi e forte fu la tentazione di rispondere ai fermenti liberali con l'uso della forza: così si pronunciarono il Generaladjutant Leopold von Gerlach e il generale Gustav von Prittwitz (assistente del governatore militare di Berlino, von Ditfurth). Minutoli, capo della polizia, chiese l'aiuto dell'esercito: ne seguirono gravi scontri con i dimostranti, nonostante i consigli di moderazione caldeggiati da von Pfuehl, divenuto governatore militare di Berlino. Ad aggravare la situazione giunse la notizia della rivoluzione a Vienna. A Berlino furono erette barricate. Il re era incerto: secondo von Thile era preferibile che si allontanasse dalla città. Mentre Edwin von Manteuffel, aiutante del principe Alberto, voleva che il re rimanesse e la spuntò. Il re difatti rimase a Berlino, ma dovette piegarsi a molte richieste dei rivoltosi.
La prima assemblea nazionale venne insediata il 22 maggio 1848; come ci si poteva aspettare nell'epoca liberale, vi era ampiamente rappresentata la classe media, ma a causa della gracilità della borghesia commerciale e imprenditoriale in Prussia, era composta prevalentemente da funzionari e avvocati.
Inoltre fin dall'inizio era in azione una camarilla reazionaria di cui facevano parte von Gerlach, il generale von Rauch, il conte Dohna, von der Groeben e von Manteuffel. Acceso propagandista di queste posizioni era il tenente colonnello von Griesheim, che pubblicava opuscoli antiliberali. Nell'assemblea erano presenti elementi contrari alla Costituzione, come Baumstark e Reichensperger. Wrangel riconquistò Berlino a novembre senza incontrare praticamente resistenza da parte dei liberali.
Tuttavia la breve parentesi liberale fu importante perché vide il sorgere della Soluzione piccolo-tedesca per un'eventuale unificazione: essa fu sostenuta dal conte Heinrich von Gagern, presidente del Parlamento di Francoforte, che escluse l'Austria dal progetto di un nuovo Stato federale. In seguito, von Gagern ebbe però a convertirsi all'idea della Grande Germania.
Nel 1849 l'Austria era fortemente impegnata nella repressione antiliberale in Italia e in Ungheria e la Prussia ne approfittò per stabilire l'Unione di Erfurt, tentando di unire i principati tedeschi sotto la propria egida; in risposta il ministro austriaco Schwarzenberg riesumò nell'autunno del 1850 la Confederazione germanica, decaduta de facto con gli avvenimenti del 1848, così la Prussia fu costretta a sciogliere l'Unione col Trattato di Olmütz (29 novembre 1850), considerato in patria una vera umiliazione.
Il re Guglielmo I attribuì l'insuccesso al mancato prolungamento della ferma militare. Nel gioco diplomatico s'inserì anche la Russia, considerato il proprio interesse a che la Germania rimanesse divisa. Perciò spalleggiò i principi tedeschi, che bocciarono a inizio del 1851 l'ammissione dell'Impero austriaco nella Confederazione germanica. In Prussia si impose l'esercito quale strumento della corona a seguito delle lotte del 1860.
Osserva Ritter che così si venne a creare un latente dissidio fra direzione politica e militare, foriero di conseguenze negative anche a lungo termine. Dopo pochi anni (1866) la legge sulla ratifica (Indemnitätgesetz) di Bismarck riconobbe il diritto di sindacare il bilancio da parte del Parlamento - il Budgetrecht - senza pregiudicare i privilegi reali e solo a posteriori; questa disposizione valeva anche e soprattutto, per i bilanci dell'esercito. Il re si trovò titolare di un potere assoluto sulle questioni militari, ma naturalmente fu costretto ad affidarsi al parere dei dignitari prossimi, che vedeva quotidianamente come l'aiutante generale. Essi non avevano responsabilità diretta ma potevano molto, in virtù della vicinanza col sovrano.
La Prussia seppe manovrare abilmente negli anni seguenti, tanto che nel 1863 la convenzione di Alvensleben sancì il sodalizio fra Prussia e Russia in funzione antipolacca. Nello stesso anno, l'imperatore d'Austria Francesco Giuseppe indisse una conferenza dei principi tedeschi a Francoforte, con l'obiettivo di unificare la Germania, ma Guglielmo I rifiutò di parteciparvi e la conferenza andò incontro al fallimento; questo episodio costituì l'ultimo tentativo di un'unificazione tedesca a guida asburgica.
Anni prima (1860) la commissione per gli affari militari aveva approvato l'espansione delle forze armate, stabilendo al contempo tagli al bilancio per 6.789.000 talleri; il consigliere del presidente della commissione era il generale Friedrich Karl Leopold von Stavenhagen. Si era trattato presumibilmente di una mossa intenzionata a una politica di egemonia politico-militare nel mondo tedesco.
Nel febbraio 1864 scoppia la seconda guerra dello Schleswig, che vede l'Impero austriaco e la Prussia alleati contro la Danimarca, e che si conclude a fine ottobre con la sconfitta danese: la Convenzione di Gastein del 1865 riconosce alla Prussia lo Schleswig e l'Holstein all'Austria. In realtà, tolte di mezzo con le armi le pretese danesi e decaduta la candidatura di Augustenburg, gli asburgici si trovano, nonostante la vittoria, con le spalle al muro: impegnati in un'occupazione sine die di territori lontani, stanno lasciando cadere nelle mani dei prussiani due stati che avrebbero dovuto, come stati tedeschi autonomi, rientrare all'interno della Confederazione germanica. Ciò costituirà per Bismarck il pretesto per dar vita alla guerra austro-prussiana, primo passo verso l'unificazione della Germania sotto il dominio prussiano.

#### Arte in Prussia
Il tono dominante è quello dell'"epoca d'oro", caratterizzato dall'architettura neoclassica. Alcuni degli edifici più noti, tuttavia, risalgono al XVI secolo: il castello di Berlino fu ristrutturato dal sassone Konrad Krebs fra il 1538 e il 1540, nonché dal suo allievo Theiss. A metà del XVII secolo fu edificata la cinta muraria di Berlino a opera di Johann G. Memhardt. Sempre in quest'ultimo secolo fu attivo Rochus Guerini zu Lynar.
Johann Arnold Nering costruì il Castello di Charlottenburg; la Camera d'Ambra (Bernsteinzimmer) era considerata meravigliosa.
Andreas Schlüter trasformò il burg di Berlino in un imponente castello.
Georg Wenzeslaus von Knobelsdorff progettò il palazzo di Sanssouci e il relativo parco.
Carl Gotthard Langhans, oltre alla celebre Porta di Brandeburgo, si occupò delle sale interne del Palazzo di Marmo a Potsdam.
Peter Joseph Lenné era soprattutto un architetto di giardini. A lui si deve la tenuta di Glienicke (1824) a sud di Berlino.
Karl Friedrich Schinkel, che per alcuni è il più grande architetto e urbanista prussiano, rimane eccentrico rispetto alla corrente del neoclassicismo: forse gli è più congeniale il neogotico (Friedrichswerdersche Kirche). La famosa Nikolaikirche di Potsdam è opera sua, così come il neoclassico della Konzerthaus di Berlino.
Scultori celebri furono Johann P. Benckert, Johann M.G. Heymüller, i fratelli Räntz e Bernhard Rode. In epoca guglielmina godé di una notevole fama il pittore Adolph von Menzel.
Nel campo letterario, notevole è il contributo prussiano al sorgere e al consolidarsi della corrente romantica: l'inizio ufficiale del movimento si fa risalire alla pubblicazione della rivista Athenäum (Berlino, 1797, a opera dei fratelli Schlegel). Anche le principali suddivisioni del movimento hanno radici prussiane: a) gruppo di Jena (J.L.Tieck, Novalis, W. H. Wackenroder); b) gruppo di Heidelberg (L. A. von Arnim, Grimm, C.M. Brentano); c) gruppo di Berlino (A. von Chamisso).

#### Scienze in Prussia
Importante ruolo fu rivestito dall'Accademia prussiana delle scienze, che annoverò membri come Lessing, Frobenius, Planck, Einstein, Kant, Eulero. Se ne interessarono anche Leibniz e Dilthey.
Karl Ludwig von Reichenbach (1788 - 1869) ne fece parte e scoprì il creosoto, il fenolo, la paraffina e il primo colorante di sintesi. Dal 1845 Justus von Liebig, docente a Gießen, studiò e pure commercializzò fertilizzanti come il perfosfato (prodotto dalla BAG da lui fondata a Monaco di Baviera nel 1852). Ma importante fu anche Moleschott, che svolse attività a Heidelberg e in Italia. In campo medico è notevole il nome di Rudolf Virchow, un grande igienista. Prestigiosa fu la scuola storica, della quale una tendenza identificò la Prussia come motore dell'unificazione tedesca (scuola borussica): ne fecero parte a vario titolo Theodor Mommsen, Johann Gustav Droysen, Heinrich von Treitschke e Gustav Freytag.

#### Industria in Prussia
L'industria ceramica si sviluppò dal 1751 a opera principalmente di Wilhelm C. Wegely. I sali potassici furono estratti industrialmente per la prima volta a Staßfurt. La Prussia acquisì in Slesia e successivamente in Renania territori carboniferi; c'erano anche discreti giacimenti di piombo, zinco, alluminio.

#### Archivistica in Prussia
La tradizione archivistica in Prussia è antica, poiché la frammentazione dei territori ha sempre reso necessario un ordine puntuale degli atti amministrativi.
Ramninger ne scrive nel 1571; validi sono i trattati di Fritsch del 1664, di Seckendorff Veit del 1660, di Aebbletin del 1669, di Multz von Oberschonfeld del 1692. Importanza nel XVIII secolo ebbe Wencker e in quello successivo Medem. In tempi più vicini a noi non si può dimenticare Brenneke. Nel 1912 fu proposto di accorpare l'Archivio generale tedesco con l'Archivio segreto di Stato prussiano, ma il progetto andò in fumo per l'opposizione dei federalisti. L'ordinamento interno fu curato da Reinhold Koser direttore generale degli archivi di Stato (1896-1914).
Attuò il principio della provenienza e dislocò a favore degli archivi provinciali. Inoltre acquisì gli atti militari prussiani fino al 1867.

### La classe dominante: gli Junker
Passiamo ora a considerare chi fossero gli Junker, la classe dominante in Prussia per così lungo tempo. Ai tempi di Alberto l'Orso, i ministeriales erano funzionari con compiti d'intendenza. Sotto la tutela dei Grandi e dei margravi, questo ceto viene considerato all'origine degli Junker, di quanti vivono secondo lo stato di cavaliere (Ritter). Gli storici si sono chiesti spesso come mai una classe sostanzialmente feudale sia riuscita a prolungare il proprio predominio politico fino al XIX secolo, fatto che non si è verificato in quasi nessun altro paese europeo, e certamente non in paesi di una qualche importanza. Taylor sottolinea come a causa della scarsa resa delle terre gli Junker fossero costretti a un'"instancabile efficienza"; così, essi tagliarono letteralmente l'erba sotto i piedi alla borghesia emergente, peraltro poco robusta e consapevole di sé per le scarsezze del mercato interno.
In genere, gli Junker non erano una classe ricca, così le tradizionali virtù prussiane erano la Nüchternheit ("semplicità"), Pflichterfüllung ("dedizione al dovere"), la modestia, l'accettazione delle responsabilità e la puntualità). Taylor evidenzia anche che la Germania non ha di per sé confini ben definiti; certo, non li ha a Est, dove fino a tempi recenti è stata la regola il frammischiarsi di varie popolazioni (non solo tedeschi, ma anche slavi e baltici); pertanto, gli Junker mantennero per secoli la loro funzione primaria, quella cioè di proteggere militarmente la linea dell'Oder e della Vistola. La classe degli agrari fu quindi mantenuta concedendo privilegi, primo fra tutti la preminenza nelle cariche civili e militari.
Si trovano citati prima del 1300:
- In Brandeburgo: Kaldart, Pfuel, Katte, Itzenplitz, Rochow, Bredow, Jagow, Quitzow, Winterfeld. Nella Neumark: Wedel, Goltz, Marwitz.
- Nell'Oder occidentale: Rohr, Behr, Romin, Schwerin.
- Nell'Oder orientale: Zitzewitz, Pirch, Kameke, Dewitz, Eberstein.
- Nella Pomerania del Sud: Manteuffel, Glasenapp, Lettow.
- Di origine slava dell'Oder orientale: Puttkamer, Kleist. Slavi originari della Slesia: Brauchitsch, Heydebrand, Rothkirch, Schonaich, Seherr-Thoss, Seydlitz, Aulock, Kessel, Nostitz, Prittwitz, Puckler, Kalckreuth, Schaffgostsch.
- Della Prussia orientale: Lehndorff, Dönhoff.
- Antiche brandeburghesi: Plotho, Putlitz.
- Della regione di Thorn: Unruh, Goltz, Zehnen, Blankenburg.
- Famiglie di prussi nella Prussia orientale: Saucken, Perbrandt, Bronsant von Schellendorf.
- Famiglie prusso-tedesche nella Prussia orientale: Dohna, Eulenburg, Schlieben, Donhoff, Egloffstein, Wallenrodt, Truchsess, Lehndorff, Kulmheim, Finckenstein.
- Baltici: Schreubner-Richter, Rosen, Ungern, Uexkull, Keyserling.
- Brema: Oldenburg-Januschau.
- Meclemburgo: Blücher, Moltke, Bülow, Below, Flotow, Bernsdorff.
- Brandeburgo: Arnim, Bredow, Jagow, Klitzing.

Poiché amministrazione e giustizia erano esercitati da rettori civici (scelti fra nobili e dai nobili) si ribellarono spesso comuni e gilde. Nel complesso la struttura della società era meno feudale che in Occidente: conseguenza della origine coloniale del territorio.
Knapp ha asserito che fra dominus e villici la distanza sociale fosse scarsa. Con la peste che devastò le popolazioni nel 1340 circa, molte terre furono abbandonate, e una serie di cattivi raccolti completò il quadro (1412, 1415-1416, 1437-1439).
La sconfitta dei cavalieri teutonici a Grunwald (1410) ebbe come conseguenza il trattato di Melno del 1422, col quale i cavalieri cedevano diritti in Samogizia. Nel 1453 la crisi dell'Ordine teutonico si rese manifesta con la cosiddetta guerra dei Tredici Anni, combattuta fra l'Ordine e una coalizione di polacchi e ribelli all'Ordine; la Polonia era intervenuta per richiesta di Hans von Baysen a Casimiro IV Jagellone re di Polonia. L'Ordine vinse a Konitz in Pomerelia il 18-09-1454, ma subì una sconfitta grave a Świecino nel 1462 e un'altra nell'anno successivo in una battaglia navale presso la Vistola. Nel 1466 la guerra finiva con la completa sconfitta dell'Ordine. Fu emesso un calmiere sui salari dei braccianti, mentre si moltiplicavano le richieste di servizi da parte dell'Ordine e veniva impedito ai contadini di trasferirsi. Alla guerra dei Tredici Anni seguì la cosiddetta guerra dei Preti, che nacque come una disputa sui poteri detenuti dai vescovi in Varmia: nel 1467 gli ecclesiastici rifiutarono il vescovo nominato da Casimiro IV, e elessero Nicolaus von Tüngen, appoggiato dall'Ordine teutonico nonché dal re d'Ungheria Mattia Corvino. Questo conflitto terminò con un compromesso: il re di Polonia accettò von Tüngen come arcivescovo, il quale contestualmente riconobbe la sovranità polacca (trattato di Piotrków). Con la pace di Toruń, l'Ordine mantenne solo alcuni territori orientali. Verso il 1570 circa metà delle tenute abbandonate erano di nuovo coltivate, anche perché i contadini erano stati trasformati in servi della gleba nel 1526 e il prezzo del grano era triplicato nel corso del secolo. L'Ordine era ormai in piena decadenza; così fu costretto a vendere molti privilegi ai nobili, che li usarono contro i contadini.

### Il sentimento religioso
In questa cornice di declino dell'Ordine si inserisce con valore di paradigma il concilio di Costanza (1414-18). Esso fu originato dalla volontà dell'Ordine di proseguire le crociate rivolgendosi contro popoli già cristianizzati come la Polonia e la Russia. L'avvocato dell'Ordine, Wormditt, esordì infatti con un attacco deciso alla Polonia. Il Papa non lo ascoltò, a tal punto che Vitoldo e Ladislao, avversari lituano-polacchi dell'Ordine, furono nominati vicari generali. Il portavoce di Ladislao, Paulus Vladimiri (Paweł Włodkowic), rettore dell'Università Jagellonica e allievo di Francesco Zabarella), replicò rivendicando la conversione pacifica dei Lituani a opera dei polacchi. Negò che il Papa potesse ordinare l'attacco a una nazione sovrana infedele, tranne che in Terrasanta: in tutti gli altri casi, era una violazione della legge naturale. Né gli infedeli potevano essere convertiti con la forza, altrimenti si violava il libero arbitrio, indispensabile per una conversione sincera. Né l'Imperatore poteva ordinare guerre contro chi stava al di fuori dei confini dell'Impero. Tuttavia, Enrico di Susa aveva sostenuto - sulla base dei Decretali di Gregorio IX (III,34,8) che "…con la nascita di Cristo ogni onore e diritto …erano stati tolti agli infedeli e conferiti ai cristiani".
Vladimiri obiettò che Enrico di Susa aveva torto; è vero che aveva molti seguaci (Giles di Roma, Oldradus, Andrea e Pietro di Anchorano), ma per esempio Tommaso d'Aquino riteneva inviolabile la proprietà degli infedeli. La guerra giusta doveva evitare alla cristianità, e era giustificabile, solo in caso di pericolo imminente. I poteri papali, inoltre, non erano stati trasmessi agli imperatori. I cavalieri cristiani avevano il dovere di accertare la giustizia della causa per cui combattevano. Il Concilio tergiversò, ma Vladimiri presentò dei Samogizi (che si lagnarono dell'Ordine) e una lettera di Ladislao, che si lagnava di non poter combattere i Turchi perché vessato dall'Ordine teutonico. Vladimiri fu duramente attaccato da Domenico da San Gemignano, da Urbach, e dal domenicano Falkenberg, rivendicando la potestà imperiale. Falkenberg ebbe il torto, però, di presentare la controversia alla Sorbona, auspicando l'uccisione di Ladislao e dei polacchi in genere. Era troppo, e Falkenberg fu imprigionato per sei anni, anche se riuscì a scampare alla condanna per eresia (per aver difeso il tirannicidio). Un argomento insidioso, a favore della crociata contro i Polacchi fu esposto da Ardecino de Porta, novarese. Nel suo Tractatus sostenne che, poiché Dio aveva concesso ai pagani le loro terre, essi erano obbligati a seguire la sua legge. A tirare le fila della disputa fu un pensatore indipendente, Pierre d'Ailly. Egli ammise che i cristiani potevano servirsi di pagani per condurre una guerra. Definì la guerra giusta se
- serviva a riconquistare territori cristiani;
- serviva a reprimere pagani troppo aggressivi, o che disonoravano il Creatore.

In conclusione, Vladimiri, con la sua condotta processuale aggressiva, impedì che vi fossero ritorsioni contro la Polonia. Così papa Martino V riconfermò vicari generali Ladislao e Vitoldo, e il senso della rinnovata nomina era chiaro: era precluso ogni attacco ai polacchi. Questa digressione è stata in certo senso necessaria, poiché la dottrina cristiana medioevale considerava moralmente giustificata solo la guerra difensiva; essa si è prolungata molto in Germania, anche secondo quanto sostiene Ritter.

### Gli Stati del re di Prussia
Nel XVIII secolo non si può ancora parlare di Prussia come Stato unitario. Analogamente a quanto avviene agli Asburgo in Austria gli Hohenzollern, già da secoli margravi ed Elettori del Brandeburgo, espandono il loro dominio su altri territori, assumendo dapprima il titolo di re in Prussia e poi, dal 1772, con la prima spartizione della Polonia, quello di re di Prussia. Divengono così sovrani di una moltitudine di stati, più o meno ampi, che vanno dalle rive del mar Baltico fino alla Mosa, ai confini con i Paesi Bassi. L'abilità dei monarchi prussiani fa di questa frammentazione una forza, anziché una debolezza; l'arte militare diviene un'occupazione pressoché permanente della classe dirigente prussiana, che vede i suoi eserciti presenti in ogni parte del Sacro Romano Impero Tedesco. La pluralità degli stati, appartenenti all'Impero e non, costituiranno i nuclei di quelle che formeranno nel corso del XIX secolo le grandi province amministrative del regno.
A) Stati non appartenenti all'Impero
- Regno di Prussia
  - Samogizia: Königsberg, Pillau, Labiau, Gumbinnen, Memel, l'exclave di Tauroggen (Taurage)
  - Natangen: Bartenstein, Angerburg, Rastenburg
  - Hockerland: Marienwerden, Holland, Neidenburg
- Principato di Neuenburg (Neuchâtel in Svizzera)
  - Welsch Neuenburg
  - Contea di Vallengin

Dal 1772:
- Prussia occidentale
  - Prussia propria: Danzica
  - Prussia nuova: Plock/Plotsck
  - Distretto di Netze: Bromberg
- Prussia meridionale
  - dipartimento di Posen
  - dipartimento di Kalisch
  - dipartimento di Varsavia

B) Stati dell'Impero
- Elettorato del Brandeburgo
  - Marca elettorale (Berlino)
    - Marca Media (Mittelmark) (Potsdam)
    - Vecchia Marca (Altmark) (Stendal)
    - Marca di Priegnitz (Priegnitz Mark)
    - Marca di Ucker (Uckermark)
    - circolo di Beeskau (signorie di Beeskau, Storkau, Bernsdorf)

  - Marca Nuova (Neumark) (Küstrin, Sternberg, Züllichau, Cottbus, Soldin)
  - Ducato di Pomerania citeriore (Stettino e le signorie di Usedom, Wollin, il porto polacco di Braunsberg dal 1667)
  - Ducato di Magdeburgo e principato di Halle con Zinna, Loburg e Jüterbog
  - Principato di Halberstadt e le signorie di Lora e Klettenberg
  - Principato di Kammin
- Ducato di Slesia (non fa parte dei circoli imperiali o Province imperiali)
- Margraviati di Ansbach, Bayreuth e Kulmbach (1791)
- Principato di Minden e contea di Ravensberg
- Principato di Moers
- Principato di Kleve (Emmerich)
- Principato di Frisia orientale (Ostfriesland; Aurich)
- Ducato di Krefeld
- Ducato di Gheldria (Alto Quartiere)
- Contea di Lingen
- Contea di Tecklenburg
- Contea di Hagen
- Contea di Aschersleben
- Signoria condominiale di Lippstadt

### Parallelo con l'Inghilterra
Interessante è istituire un parallelo con l'Inghilterra: lì i nobili furono costretti a fare concessioni, in Prussia divennero più opprimenti; cause simili (ad esempio, la peste, che creava scarsità di manodopera) provocarono effetti opposti. Fosse la scoperta dell'America, che mandò in frantumi la prosperità delle città anseatiche (legate strettamente all'Ordine), fosse la politica protezionistica dell'Hansa, l'est tedesco uscì a pezzi dal XV secolo. Su questo concordano molti storici; ciò consentì agli aristocratici di conservare il potere. Eventi naturali, come carestie e epidemie, dovettero contribuire potentemente alla decadenza: comunque, la contrazione della terra coltivata fu manifesta intorno al 1450. Tuttavia, si verificò un aumento di richiesta di granaglie da parte dei paesi mediterranei sul finire del Cinquecento e, di conseguenza, le proprietà nobiliari dell'est coltivate a latifondo ne trassero vantaggi. Altro punto di forza (1551-1600 secondo Kamen, op. cit.) consisté nel fatto che i prezzi non aumentarono moltissimo; Kamen calcola per Danzica un aumento del 50%, inferiore al tasso olandese. Nel periodo fra il 1410 e il 1466, la popolazione diminuì in Prussia del 50%.

### XIX e XX secolo: la crisi dello junkerismo
Su impulso francese, il Reichsdeputationshauptschluss del 25 febbraio 1803 a opera del Reichstag decideva la secolarizzazione delle signorie e dei principati ecclesiastici, nonché la decadenza degli statuti autonomistici delle città libere.
Ne derivò il rafforzamento degli stati maggiori nell'area germanica e soprattutto, il superamento della frammentazione politica sancita dalla pace di Vestfalia. La Prussia dopo Jena è uno Stato con le spalle al muro, che proprio dalla sconfitta completa è indotto a portare alle estreme conseguenze la lotta contro le idee e le forze della rivoluzione francese. Pertanto necessita di un potere sempre più accentrato, così sotto Hardenberg (e il suo aiuto Altenstein) viene promulgato il decreto reale del 25-12-1808, col quale si stabilisce l'unificazione delle funzioni di ministro della guerra, di comandante in capo dell'esercito e di capo di S.M. Nel 1809 il maggiore Ferdinand von Schill del II Ussari di Brandeburgo creò il primo dei Freikorps, e fu seguito dal barone Adolf von Lützow. Storicamente, le origini dei Freikorps risalgono a Federico II, con la formazione di Wilhelm von Kleist (fu sciolta a guerra ultimata). Gerhard von Scharnhorst, August Neidhardt von Gneisenau e Carl von Clausewitz attirarono Johann von Yorck nella loro orbita filorussa, e entrarono nell'esercito russo. Fu von Clausewitz a redigere la convenzione di Tauroggen col generale russo Diebitsch, e Yorck spedì von Seydlitz a ottenere il consenso del re.
La questione dell'insubordinazione di Yorck è stata ampiamente dibattuta ma in genere i commenti sono stati positivi. Occorre ricordare che nel 1812 - a seguito dell'alleanza del re di Prussia con Napoleone - circa il 25% degli ufficiali prussiani presentò le dimissioni: un preludio alla dissoluzione dello Stato, fondato sull'esercito. Ufficiali di Stato Maggiore vennero a affiancarsi a tutti i comandanti (Gneisenau a Blücher, Boyen a von Bülow, Grolman a Kleist, Rauch a Yorck, Clausewitz a Thielmann, Reiche a Zeiten). Gneisenau rimpiazzò Scharnhorst come Capo di Stato Maggiore e ne seguì l'impronta riformista. Scharnhorst aveva ripartito l'esercito in sei brigate e aveva conservato alcuni ordinamenti ereditati dall'armata di Federico II; lungi dall'essere rivoluzionario, il suo riordino fu il lavoro di un pragmatico realista. Il 10 marzo 1813 il re fondò l'Ordine della Croce di Ferro ed emanò un proclama all'esercito da Breslavia il 17 marzo 1813, che incitava alla lotta contro i francesi. Si giovò quali agenti di von Borstell in Pomerania e di von Tauenzien nella Marca. Nella guerra che seguì, Blücher vinse a Katzbach (26 agosto 1813) e il 31 marzo 1814 entrava a Parigi. Dopo Waterloo, la Prussia ottenne la Pomerania svedese e mantenne il granducato di Posnania dei territori polacchi. La Prussia si estendeva adesso su una superficie di 278.000 km² e una popolazione di 10.000.000 di abitanti.
Dopo la seconda pace di Parigi, la denuncia di Schmalz segnò l'avvio di una campagna reazionaria. Nel 1819 cominciò uno scontro politico fra liberali (Boyen, Stein, Gneisenau, Grolman) e conservatori (Ancillon, Kamptz, il duca Carlo di Meclemburgo, Schuckmann, Wilhelm Wittgenstein-Hohenstein principe zu Sayn).
Con l'accordo del 1º agosto 1819 (Teplitzer Punktation) fra Austria e Prussia furono decise misure contro la stampa, repressione del dissenso e l'inizio di una commissione investigativa.
I decreti di Karlsbad, promulgati il 1-9-1819, furono ratificati dalla Dieta Federale il 20-9-1819. Johann Ancillon (1767-1837) fu importante, difese il sistema delle tre classi e collaborò con Metternich al congresso di Vienna; scrisse "Sovranità e costituzioni statali", fu anche ministro degli esteri nel 1832. Kamptz fu un giurista; Schuckmann fu ministro degli interni quasi dal 1814 al 1830 e il 31-10-1816 licenziò gli statuti per l'Università di Berlino. Politicamente, Wittgenstein-Hohenstein forse fu il più notevole di questo gruppo, in quanto ebbe parte nei decreti di Karlsbad (6-31 agosto 1819).
Forse ancora più influente fu il duca Carlo di Meclemburgo, aiutante di campo a Jena, ma pure incaricato da Blücher di conservare accesso ai contingenti di de Langeron e di von Östen-Sacken; ferito a Möckern, con vittoria sul campo, comandante delle Guardie Reali nel 1813 e presidente del Consiglio prussiano nel 1837. Nel 1821 in Brandeburgo avvenne l'unificazione della monetazione: il tallero fu diviso in trenta silbergoschen, composto ognuno di dodici pfennige; nel 1857 il tallero fu sostituito dal vereinsthaler. La lotta di Guglielmo I per mantenere la ferma triennale durò decenni, per lui il soldato deve assimilare lo spirito del militare di carriera: i suoi critici rilevavano che un prolungato servizio di caserma in tempo di pace non contribuiva a stimolare l'attaccamento al mestiere delle armi. La resistenza ai desiderata del re furono molto forti: ancora nel 1859 generali come Bonin, Steinmetz e il principe Radziwill vedevano negativamente la smobilitazione della milizia.

### Rapporti con le confessioni religiose
Federico Guglielmo IV fondò una chiesa di Stato, secondo alcuni storici ledendo il principio della tolleranza religiosa; egli era influenzato dalla ideologia conservatrice e poliziesca di Friedrich Julius Stahl, di Ernst Ludwig von Gerlach, e il suo Kultusminister ("ministro della cultura e della religione") era Johann von Eichhorn, una specie di alter ego del ministro di polizia. A est in quel periodo si sviluppò il pietismo. Gli antesignani vengono riconosciuti in Johannes Arndt e in Jean de Labadie. Questa forma di religiosità protestante, che presenta interessanti analogie con il metodismo anglosassone e col battismo presbiteriano, ebbe come principale iniziatore Philipp Jacob Spener, alsaziano di nascita, che dopo aver istituito i Collegia pietatis nel 1670, scrisse nel 1675 i Pia Desideria (trad. it. Torino, Claudiana) e venne nominato nel 1691 rettore della chiesa di S. Nicola a Berlino.
Il movimento pietista propugnava lo studio biblico, il sacerdozio dei laici, la rinuncia alle dispute dogmatiche, una predicazione di tipo edificante. Ne fece parte Francke, fondatore dell'Università di Halle, molto attivo nel sociale. Il pietismo ebbe influenza nel determinare il sistema educativo prussiano, che risale al 1700, si fonda su otto anni di istruzione obbligatoria e che ebbe pure influssi durevoli negli Stati Uniti (gruppo Carnegie, Everett governatore del Massachusetts). Fu in Slesia, con von Zinzendorf, che circa alla metà del XVIII secolo raggiunse per così dire una maturazione; l'accento fu posto sulla religiosità interiore, aliena da formalismi. La conversione consiste nell'avvicinarsi a Dio con una completa trasformazione del mondo interiore. Notevoli sono gli esiti artistici del movimento, quali la musica di Johann Sebastian Bach che ne fu influenzato e i cui testi cercano una comunione con Cristo. Sono state sottolineate le affinità del pietismo con la temperie illuminista: comunque, la diffusione del pietismo in Brandeburgo probabilmente agevolò la separazione tra Stato e Chiesa, spesso considerata un tratto peculiare dello Stato prussiano.

#### Costituzione
Nel 1850 fu concessa la Costituzione: parlamento alto (Herrenhaus) e basso (Abgeordnetenhaus) a suffragio universale ma col sistema delle tre classi. Il sistema elettorale delle tre classi - riferisce Mantelli - era stato introdotto per decreto il 30 maggio del 1849; tra i cittadini iscritti il 4,7% apparteneva alla prima classe, il 12,6% alla seconda e l'82,7% alla terza.
Joseph von Radowitz cercò di creare uno stato federale, ma l'Austria era ancora troppo forte ed era chiaro che avrebbe impedito ogni riunificazione tedesca; il nuovo cancelliere Otto von Manteuffel dovette piegarsi agli accordi di Olmütz, umilianti per la Prussia. La crisi portò alla nomina di Otto von Bismarck, che condusse a tappe forzate il suo programma di unificazione tedesca con esclusione dei tedeschi dei Sudeti, del sudest europeo e dell'Austria. Questa soluzione fu chiamata "piccolo-tedesca" e, dopo l'unificazione, cozzò inevitabilmente con le concezioni pangermaniche.
La guerra austro-prussiana è stata vista come guerra civile intertedesca, una sorta di replica della guerra di secessione americana da Wehler, mentre per Winckler si trattò di una guerra fra entità statuali. La Costituzione tedesca dopo l'unificazione della Germania presentava un regime costituzionale puro, simile per alcuni versi all'autocrazia dello Stato zarista. L'Impero era strutturato su base federale; teoricamente, l'imperatore era il primus inter pares fra molti regnanti. La solidità della posizione prussiana era assicurata dal suo regime elettorale, che prevedeva ancora il sistema delle tre classi (più o meno come nella Francia prerivoluzionaria) e che fu abolito soltanto alla fine della prima guerra mondiale. Tale anacronismo era la chiave di volta della preminenza degli Junker.
Sembra che fosse obsoleta anche la ripartizione delle circoscrizioni elettorali: per esempio, le elezioni del 1907 segnarono una sconfitta dei socialdemocratici e del Centro Cattolico nonostante avessero ottenuto tre milioni di voti in più dei partiti avversari. Si dovette arrivare al 5 aprile 1917, in piena guerra mondiale, perché Theobald von Bethmann-Hollweg (in qualità di primo ministro di Prussia) proponesse l'immediata introduzione del suffragio universale in Prussia. Tre giorni dopo vi accennò vagamente il Kaiser, nel suo messaggio pasquale al popolo tedesco, che era stato redatto dal segretario di Bethmann-Hollweg, Wahnschaffe.
I conservatori reagirono il 3 maggio 1917 con una risoluzione che propugnava "una pace con indennità,
con un aumento di potenza e acquisti territoriali...". Anche in quelle circostanze, i conservatori si rifiutarono di prendere in considerazione una riforma elettorale; tanto che il 9 luglio 1917 in un consiglio della corona svoltosi a Berlino, il ministro della guerra prussiano sostenne che una Prussia governata dai socialisti e dai gruppi etnici slavi era peggio che perdere la guerra.
Il 10 luglio Bethmann-Hollweg, nel consiglio dei ministri prussiano, presentò la bozza di un decreto regio per accelerare l'adozione del suffragio universale. Non fu forse un caso che due giorni dopo lo stato maggiore costringesse alle dimissioni Bethmann-Hollweg, proprio il giorno nel quale il decreto comparve sulla stampa; seguì a fine anno l'allontanamento di Rudolf von Valentini, capo del gabinetto civile. Così la ricerca di un assetto politico più moderno fu del tutto rigettata. Bismarck aveva fatto sì che il Parlamento (Reichstag) non avesse il potere di nominare e revocare il primo ministro (cancelliere); tale facoltà era interamente nelle mani dell'imperatore. Il Consiglio Federale (che fungeva da camera alta) fu ben presto ridotto a svolgere compiti irrilevanti. I compiti del Consiglio erano stati delineati per garantire il predominio prussiano; infatti 14 consiglieri erano bastanti a impedire qualsiasi mutamento istituzionale, e la Prussia ne aveva 17. Bismarck probabilmente accentrò quasi tutto il potere nella figura dell'imperatore fidando nella sua capacità di influenzarne le decisioni; dopo la sua cacciata ebbe a confessare di avere sbagliato nel favorire una tale concentrazione di potere nell'istanza suprema. Balfour sostiene che la costituzione tedesca del 1871 fu modellata su quella della repubblica olandese, perché Bismarck era amico dello storico statunitense John Motley, che ne scrisse la storia. Adesso (2008) è possibile leggere i lavori di Motley.
Tuttavia, il netto predominio della vecchia Prussia comportò un prezzo molto alto anche per la Prussia stessa che fu obbligata a lavorare per cause "nazionali" o perfino per l'espansione tedesca nei Balcani o sui mari, cioè per quelle soluzioni da "Grande Germania" che Bismarck aveva cercato di evitare con ogni mezzo, poiché avrebbero comportato la dissoluzione del potere degli Junker. Freytag (1871) sostiene addirittura che al Nord « [...] senza grandi entusiasmi, ci siamo assoggettati al titolo imperiale etc.» Lo scrittore Fontane ricorda con nostalgia i vecchi nomi dell'aristocrazia prussiana.
Talvolta fu propugnata l'abrogazione della legge elettorale; il generale Waldersee arrivò a ipotizzare una separazione della Prussia dal Reich qualora gli altri Stati si fossero opposti al ritorno dell'assolutismo. Già all'inizio del XIX secolo lo junkerismo era in crisi; nel 1825 furono sequestrate 112 tenute. Più tardi, avrebbero lottato per mantenere le proprie terre perfino un Oberpräsident, Theodor von Schön e molti altri, fra cui Jakob von Auerfeld. A rovinare le terre degli junker era l'importazione di derrate dall'estero, a prezzi più contenuti rispetto a quelli praticati dai latifondisti tedeschi.
La crisi più grave delle tenute sopravvenne fra 1882 e 1895: furono vendute all'asta circa 1000 proprietà tra 100 e 1000 ettari. I conti Finckenstein-Gilgenburg persero un totale di 32 tenute; gli Hindenburg ne mantennero una. Il Bund der Landwirte ("Unione dei proprietari terrieri") comprendeva Elard von Oldenburg-Januschau, l'Oberpräsident Adolf von Batocki e Wolfgang Kapp (nel 1920 iniziatore del Putsch di Kapp). Alcuni Junker vagheggiarono uno Stato posto fra Germania e Polonia (il conte Hans von Oppersdorff). Non mancarono tentativi per rivitalizzare il comparto agricolo orientale; in particolare, si ricorda il piano di assistenza agricola (Osthilfe) del 1927. È opinione che il piano non abbia risolto i gravi problemi delle fattorie a Est dell'Elba. Sembra che sia consistito prevalentemente in erogazioni "a pioggia" ai maggiori proprietari fondiari. Il cancelliere Heinrich Brüning cadde anche per aver voluto indagare sui criteri di finanziamento e sulla gestione del piano.
Nel 1930, il ministro Schange-Schoningen calcolava che 600.000 ettari fossero stati ipotecati al 150% del loro valore e altri 1.215.000 al 100%. Il successore, Magnus von Braun, sostenne che l'est avesse il 40% in meno di strade rispetto alla Vestfalia, e il 60% di ferrovie in meno rispetto alla Renania. A Posen, sotto il cancelliere Leo von Caprivi, il barone Hugo von Wilamowitz-Mollendorf fu abbastanza favorevole ai polacchi; l'espulsione di polacchi e ebrei dalla Polonia prussiana del 1883 fu criticata anche dal generale slesiano Hans von Schweinitz.
Provvedimenti antipolacchi avevano ormai poco senso negli anni trenta, a causa dell'immigrazione massiva di manodopera e della decadenza delle fattorie. Nel frattempo, le grandi famiglie degli junker conoscevano ormai un declino politico irreversibile. Nel 1913 il 32% del corpo ufficiali era nobile, i ¾ dei generali appartenevano all'antica nobiltà. Il più famoso reggimento delle guardie era l'Erstes Garde-Regiment zu Fuß (Primo Reggimento della Guardia a piedi); la sua 1ª compagnia (Leibkompagnie) aveva le funzioni di guardia reale. L'Infanterie-Regiment 9 era quello forse col più alto tasso di ufficiali nobili. Molto noti anche gli ulani di Pomerania, dove prestò servizio Lutz Graf Schwerin von Krosigk.
Nel corso della prima guerra mondiale si nota il sorgere di una concezione geopolitica importante, quella della Mitteleuropa, portata avanti da Friedrich Naumann a partire dal 1916 (anche se antesignani si possono considerare nel periodo anteguerra Friedrich List e Walther Rathenau). Le dure clausole armistiziali portarono alla creazione di un esercito piccolo e tecnologico, dove la carriera era assicurata dal merito e non dai quarti di nobiltà (anche se i più alti gradi continuarono a essere appannaggio delle maggiori famiglie aristocratiche fino al tracollo del 1945).
Nel primo dopoguerra la classe dirigente prussiana si configurò ancora una volta come conservatrice, tanto che nel 1932 il generale von Beck era ancora contrario alla guerra corazzata. In occasione del putsch di Kapp von Seekt esautorò i generali reazionari (Maercker, Esdorff, Lettow-Vorbeck). Il colonnello Urt von Hammerstein-Equord si rifiutò di seguire il suocero, il generale von Luttwitz. Ciò dimostra che l'obbedienza prussiana non era come quella "dei cadaveri". Il barone Jesko von Puttkamer ricordò un ufficiale a Königgrätz:

#### Preußenschlag, il colpo di Stato in Prussia
La Prussia ricevette un colpo molto duro quando, il 20 luglio 1932, il cancelliere Franz von Papen esautorò il governo socialdemocratico prussiano (Otto Braun e Carl Severing) nominandosi commissario. Questo atto passò alla storia come Preußenschlag ("colpo (di Stato) prussiano"). Il 17 luglio si erano verificati cruenti scontri fra SA e comunisti ad Altona. In seguito, il Preußenschlag fu dichiarato incostituzionale dalla Staatsgerichtshof (Corte Costituzionale), ma questa decisione non ebbe effetti pratici. A causa dell'industrializzazione infatti, il "cuore storico" della Germania era diventato un'isola di sinistra e questo non era tollerabile per chi, come von Papen, vagheggiava un ritorno all'ordine e ai vecchi ordinamenti nobiliari e censuari.
All'abolizione formale dello Stato si addivenne nel marzo 1947, dopo una legge emanata dal Consiglio di controllo alleato che deliberava la rimozione della Prussia dalla carta politica europea.